# Eugène Pierre Perrier de La Bâthie
Eugène Pierre Perrier de la Bâthie (1825 - 1916) fue un botánico, y agrónomo francés.
No confundir con su hijo: Henri Perrier de La Bâthie (1873-1958).

## Algunas publicaciones
- 1917. Catalogue raisonné des plantes vasculaires de Savoie: Départements de la Savoie et de la Hautes Savoie Plateau du Mont-Cenis

- 1898. Évolution du black rot sur la feuille. Editor F. Levé, 3 pp.

- 1892. Conférence donnée à Annecy (juin 1892), à l'occasion du Concours régional agricole... Editor J. Depoltier, 24 pp.

- 1882. Du Sucrage des vins et des vins de raisins secs... Editor F. Pellissier, 30 pp.